# 臺北市政府研究發展考核委員會
臺北市政府研究發展考核委員會（簡稱研考會），2009年成立，是臺北市政府所屬的一級機關，前身為臺北市政府研究發展委員會。

## 機關簡介
二十一世紀的台北市將是世界級的國際大都市，同時也是亞太地區國際的政治、經濟和金融重鎮，因此市政建設的發展，不僅是攸關著國家的整體發展，更會影響國際的視聽與國家的形象。為此建立一個有高效率、高效能、資訊化的新市府，以理性的規劃、專業精湛的研發以及務實精準的管考與務實便民的為民服務理念，並致力於推展研考方面的工作，將是本會全力以赴的目標與信念。為了促進市府各相關機關的協調與合作，並推動市府與市民的良性互動，以提高市政建設層次。研考會將以全方位的規劃能力，在複雜的外在因素的考量下，擬定中、長程的施政計畫，來繪制本市市政建設的藍圖，並以精確的研究發展，加強行政實務與學術理論的結合，加上以多次的民意調查當作結果，來反映本府相關市政業務推展的重要根據。透過定期或不定期的實地查證與會勘，確實掌握計畫執行的進度、品質與效率，期許以負責的態度，如期如質地完成重大建設，並提升行政效能及為民服務的態度，加強本府各機關間業務相互之間的聯繫、協調及配合，並對於市民相關之陳情、請願案件，作出最為迅速、即時之相關回應與處理。此外，本會亦加強審查本府各類出版品之概算，健全市政出版品管理制度，加速流通與分享，以達資訊共享之目標。

## 組織架構

### 會本部
- 主任委員
- 副主任委員
- 主任秘書

### 內部單位
- 綜合計畫室：負責政策幕僚、中長程計畫、年度施政計畫等及其有關事項。
- 研究發展組：負責市政工作之研究發展及市民參與等事項。
- 管制考核組：負責年度個案計畫管制考核(府管計畫)、重要專案管制考核、管考及觀摩市政業務等及其有關事項。
- 服務精進組：負責服務品質推動與考核，定期檢討申辦流程簡化及其有關事項。
- 公文及圖資管理組：負責公文查詢與稽核、資料及資訊管理等及其有關事項。
- 話務管理組：負責1999市民熱線督導管理及提升話務服務品質等工作。
- 秘書室：負責總務文書事項等及其有關事項。
- 會計室：負責歲計、會計及統計等及其有關事項。
- 人事機構：負責人事管理等及其有關事項。

## 歷任主任委員
| 任次 | 姓名   |
| ---- | ------ |
| 1    | 吳秀光 |
| 2    | 林正修 |
| 3    | 周韻采 |
| 4    | 盛治仁 |
| 5    | 羊曉東 |
| 6    | 魏國彥 |
| 7    | 袁乃娟 |
| 8    | 陳銘薰 |
| 9    | 曲兆祥 |
| 10   | 王崇禮 |
| 11   | 余家哲 |
| 12   | 賴彥霖 |
| 代理 | 林育鴻 |
| 13   | 黃銘材 |
| 代理 | 周德威 |
| 14   | 俞振華 |
| 代理 | 周德威 |
| 15   | 殷瑋   |

## 外部連結
- 臺北市政府研究發展考核委員會 （页面存档备份，存于）（中文）（英文）